# Резолюция 177 на Съвета за сигурност на ООН
Резолюция 177 на Съвета за сигурност на ООН е приета единодушно на 15 октомври 1962 г. по повод кандидатурата на Уганда за членство в ООН. С Резолюция 177 Съветът за сигурност препоръчва на Общото събрание на ООН Уганда да бъде приета за член на Организацията на обединените нации.